# Anton Maglica
Anton Maglica (ur. 11 listopada 1991 w Brczku) – chorwacki piłkarz występujący na pozycji napastnika. Od 2016 jest zawodnikiem klubu Apollon Limassol.

## Kariera klubowa
Jest wychowankiem klubu HNK Orašje. W 2007 roku trafił do NK Osijek. W rozgrywkach Prva HNL zadebiutował 31 maja 2009 roku w meczu przeciwko Slavenovi Belupo (1:2). Do kadry pierwszego zespołu dołączył na stałe w 2010 roku. W lipcu 2012 roku odszedł do Hajduka Split, a w 2016 do cypryjskiego klubu Apollon Limassol.